# Phare de San Matías
Le phare de San Matías (en espagnol : Faro San Matías) est un phare actif à 30 km à l'est de la ville de San Antonio Este (Département de San Antonio), dans la Province de Río Negro en Argentine.
Il est géré par le Servicio de Hidrografía Naval (SHN) de la marine .

## Histoire
Le phare a été mis en service à la fin du mois de septembre 1924, remplaçant l'ancien phare Villarino. Initialement alimentée en gaz acétylène avec une portée de 17,5 milles marins, il était électrifié en janvier 1983 avec des panneaux solaires qui modifièrent sa portée focale à 12 milles. La fonction diurne est assurée par des plaques horizontales peintes en blanc. Sa lanterne a été enlevée en 1974.
Le phare tire son nom du golfe San Matías, découvert par Fernand de Magellan au XVIe siècle et baptisé de cette manière car il avait atteint le golfe le jour de la Saint Matthias, le 24 février 1520. Il se trouve désormais dans la zone de la réserve naturelle de la baie de San Antonio (es)

## Description
Ce phare  est une tour pyramidale métallique à claire-voie, avec une plateforme et une balise moderne de 16 m de haut. La tour est peinte en noir et la balise est rouge.Il émet, à une hauteur focale de 42 m, deux éclats blancs de 0.5 seconde par période de 11 secondes. Sa portée est de 12 milles nautiques (environ 22 km).
Identifiant : ARLHS : ARG-064 - Amirauté : G1031 - NGA : 110-19596 .

## Caractéristique dufeu maritime
Fréquence : 11 secondes (W-W)
- Lumière : 0.5 seconde
- Obscurité : 2 secondes
- Lumière : 0.5 seconde
- Obscurité : 8 secondes

|                                 |
| Localisation : Golfe San Matías |

### Lien connexe
- Liste des phares d'Argentine